# Metro-land
Metro-land (ou Metroland) são as áreas suburbanas que foram construídas ao noroeste de Londres, nos municípios de Buckinghamshire, Hertfordshire e Middlesex, na primeira parte do século 20, e foram servidos pela Metropolitan Railway, uma companhia independente até ser absorvida pela London Passenger Transport Board (LPTB) em 1933.